# Otto Frostman
Otto Albin Frostman (Höör, 1907. január 3. – Djursholm, 1977. december 29.) svéd matematikus. Ismert a potenciálelmélet és a komplex analízis terén végzett munkásságáról.

## Élete
Frostman 1935-ben doktorált a Lundi Egyetemen, Riesz Marcellnél, Riesz Frigyes öccsénél. A Frostman-lemma róla kapta a nevét. Ő ellenőrizte 1971-ben Berndt Lindström téziseit a stockholmi egyetemen.

## Fordítás
- Ez a szócikk részben vagy egészben  az   Otto Frostman című angol Wikipédia-szócikk fordításán alapul.  Az eredeti cikk szerkesztőit annak laptörténete sorolja fel. Ez a jelzés csupán a megfogalmazás eredetét és a szerzői jogokat jelzi, nem szolgál a cikkben szereplő információk forrásmegjelöléseként.